# Alexandre Emery (avocat et directeur d'opéra)
Pour les articles homonymes, voir Alexandre Emery et Emery.
Alexandre Emery, né le 30 avril 1958, est un avocat suisse et directeur d'opéra.

## Biographie

### Avocat
Il suit ses études de droit à l'université de Fribourg où il obtient sa licence en 1982, puis son brevet d'avocat en 1986. Il s'installe et s'associe la même année avec son maître de stage Jean-Marie Cottier.  
Il fonde l’étude Emery & Associés et poursuit sa carrière de civiliste et de pénaliste. En novembre 2010, il obtient l'acquittement du  syndic Pierre-Alain Clément dans le procès de la Caisse de prévoyance de la ville de Fribourg. En mars 2018, il défend avec succès les membres du conseil de fondation envoyés devant le tribunal pénal économique à la suite de la débâcle des Fonds de Prévoyance de l'ACSMS, qui avait enregistré une perte de 57 millions,. Le verdict est confirmé en appel en juin 2019. 
Il est membre de la Fédération suisse des avocats (FSA), de l'Ordre des avocats fribourgeois (OAF) et de sa Commission de droit pénal constituée en 2016. 

### Directeur d'opéra
En 1996, il devient président et directeur général de l'Opéra de Fribourg. À ce poste, il défend le projet d'une nouvelle salle de spectacles à Fribourg qui verra le jour en 2011 sous le nom d'Équilibre. Il y invite des metteurs en scène tels que Gisèle Sallin, Denis Maillefer, Vincent Vittoz, François de Carpentries, Olivier Desbordes, Jean Bellorini, Tom Ryser ou Joan Mompart et favorise les collaborations et coproductions avec divers théâtres suisses et étrangers (Opéras de Nice, de Besançon, de Dijon, de Reims, de Tours, de Metz, Festival de St-Céré, Opéra de Lausanne, Théâtre du Capitole de Toulouse, Opera Zuid, etc.)
Il y produit des œuvres telles que Songes d'une nuit d'été (de Benjamin Britten), Barbe-Bleue, Viva la mamma (Gaetano Donizetti), Orlando Paladino (de Joseph Haydn). Au fil des années, Me Emery associe Opéra de Fribourg à un casting jeune et international. 
En septembre 2018, il fonde avec Julien Chavaz le NOF - Nouvel Opéra Fribourg - Neue Oper Fribourg, fondation née de la fusion entre l'Opéra de Fribourg et Opéra Louise et dont il est le premier Président,.
Il est l'auteur avec Stéphane Sapin du scénario de l'opéra contemporain Carlotta ou la Vaticane, de Dominique Gesseney-Rappo, livret de Christophe Passer, créé au théâtre Équilibre à Fribourg, le 31 décembre 2015. 
Il est membre de la Chambre professionnelle des directeurs d'opéra (CPDO), actuellement Les Forces musicales, et du Centre français de promotion lyrique (CFPL). Il a été invité à participer et à présider des de chant au Conservatoire national supérieur de musique et de danse de Paris et du Conservatoire national supérieur de musique et de danse de Lyon.

### Vie privée
En 2012, il est nommé au forum des 100 personnalités qui font la Suisse romande. Il participe la même année au projet de Payot intitulé "Livre de ma vie. Par 30 personnalités de Suisse romande" au cours duquel il présente l'ouvrage Jonas, de Jacques Chessex.